# Lone Dam Andersen
Lone Dam Andersen (2. november 1949) er en dansk skuespiller.
Andersen studerede ved Århus Teaters elevskole i 1975-1978. Hun har derefter været ansat ved bland andet Aarhus Teater, Svalegangen, Aalborg Teater og Jomfru Ane Teatret, samt spillet og instrueret på flere østjyske teatre.

## Filmografi
- Bastarden (2010)
- Tonny (2010)
- Livvagterne (2008)
- At kende sandheden (2002)